# اورگی تورس نیلو
اورگی تورس نیلو (انگلیسی: Jorge Torres Nilo؛ زادهٔ ۱۶ ژانویهٔ ۱۹۸۸) یک بازیکن فوتبال اهل مکزیک است. 
وی همچنین در تیم ملی فوتبال مکزیک بازی کرده‌است.